# Проспект Ленина (Иваново)
Проспе́кт Ле́нина — одна из центральных улиц города Иваново. Начинается от площади Революции, проходит через площадь Пушкина, разделяя Ленинский и Фрунзенский районы, пересекает реку Уводь через Театральный мост и далее проходит на север через площадь Ленина, заканчиваясь у путепровода через железную дорогу в Октябрьском районе.
Состоит улица из двух отрезков, расположенных под углом друг к другу:
- первый — от площади Революции до площади Пушкина;
- второй — от поворота к площади Пушкина до моста через железную дорогу.

Пересекается с улицами: Красной Армии, Крутицкая, Почтовая, Набережная, Батурина, Демидова, Комсомольская, Громобоя, 9 Января, Октябрьская, Дзержинского, Карла Маркса, Станционная, Ермака, 1-я Сибирская, Академика Мальцева, Якова Гарелина, Гагарина, Косарева, переулками: Семеновский, Узловой.

## История

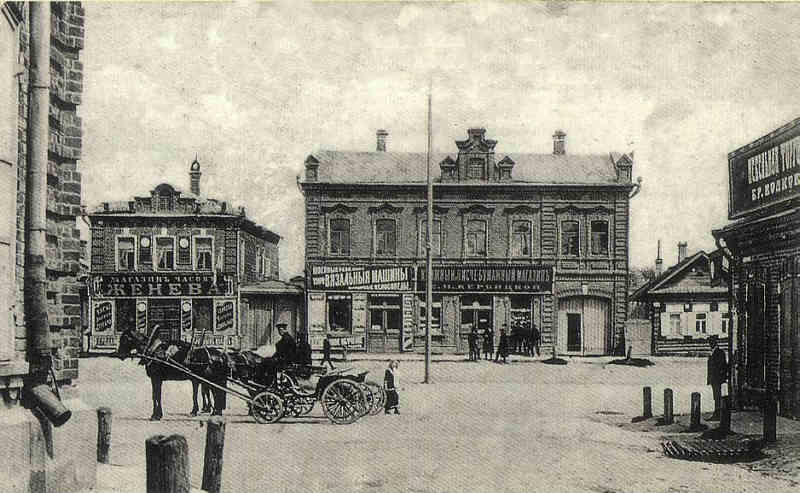
На Георгиевской улице Иваново-Вознесенска, 1890-е

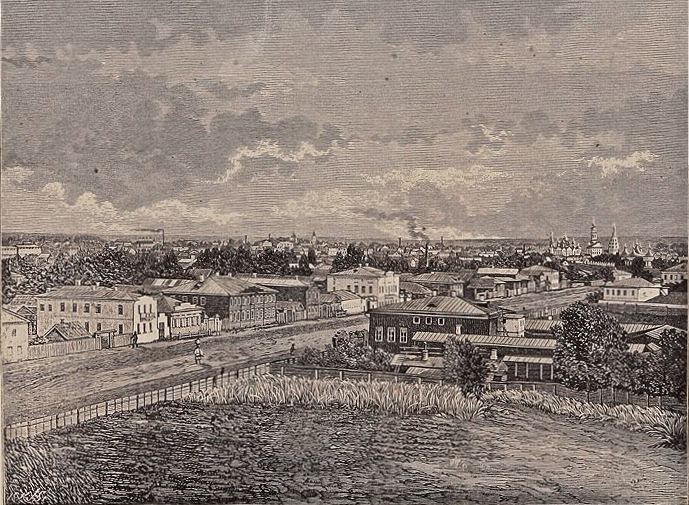
Александровская улица, 1880 г.

В 1951 году из трёх прежних улиц: Социалистической (бывшая Георгиевская, ранее Мельничная), Советской (бывшая Александровская, ранее Костромская) и Республиканской (бывшая Николаевская, ранее Семёновская) был образован проспект Сталина. Однако, уже вскоре после смерти Сталина и развенчания его культа, в 1960 году, название сменили, дав улице имя Ленина (до этого имя Ленина носила другая улица).
В настоящее время проспект Ленина является одной из главных транспортных артерий города: через этот проспект соединены с центром города такие местечки, как Авдотьино, Минеево, Пустошь-Бор и Хуторово. Несмотря на то, что в 2008 году закончился демонтаж трамвайных путей, проспект испытывает на себе большую транспортную нагрузку. Часто случаются заторы, особенно на перекрестках с улицами Почтовой, Громобоя, Ермака.

## Архитектура
- д. 5 — Книжный магазин, бывший мануфактурный магазин Куражёвых и банк «Иваново-Вознесенского общества взаимного кредита» (архитектор А. Ф. Снурилов)
- д. 6, 8, 8а — бывшая городская усадьба В. Игумнова
- д. 9/1 — ТЦ «Плаза», бывший кинотеатр «Центральный»
- д. 16 — бывший дом З. Л. Чернова[3] (1904, архитектор А. Ф. Снурилов), после революции здание занимал губернский комиссариат просвещения. С 1945 по 1969 размещалась редакция газеты «Рабочий край», здесь в 1918 году работал писатель-революционер Д. А. Фурманов, в разные годы сотрудничали писатели Михаил Дудин, Владимир Жуков, Геннадий Серебряков, Виталий Сердюк, Виталий Кулагин (мемориальная доска)
- д. 17 — Центральный почтамт
- д. 18 — Банк промышленности и магазин «Торгсин»
- д. 19—21 — бывшая Большая ивановская мануфактура
- д. 23 — 102-квартирный жилой дом Горсовета
- Бывший особняк А. Н. Витова (1908, арх. П. А. Заруцкий).
- д. 25 — Ивановская областная прокуратура, ранее областной суд
- д. 33 — Ивановский областной художественный музей, бывшая школа № 36, бывшее реальное училище
- д. 37 — бывшее областное УВД (Дом-пуля) и областное управление ФСБ (дом 37). Здание построено по проекту архитектора Н. И. Кадникова в 1930—1932 годах. Возведено из кирпича с деталями из железобетона, фасады штукатурные, окрашены под бетон. Проект создан под влиянием «красной дорики» (или «пролетарской классики»), архитектурного направления, теория которого была разработана И. А. Фоминым. Поставлено по красной линии проспекта[4].
- д. 42 — Ивановский государственный цирк
- д. 49 — Дом-корабль
- д. 53 — Школа № 32, ранее школа им. 10-летия Октября
- д. 58,60 — Станция скорой помощи (центральная подстанция), бывшая усадьба А. Н. Витова
- д. 62 — 62-квартирный дом текстильного треста (дом 62)
- д. 64 — гостиница «Вознесенская», ранее «Советская» (дом 64)
- ТЦ «Бис-марк»
- д. 84 — бывшая усадьба И. Н. Полушина
- д. 92 — Дворец труда, бывшая гостиница Ф. И. Шорыгина «Националь» (1910—1912, архитектор В. Е. Дубовской)
- д. 102 — 208-квартирный жилой дом
- д. 106 — жилой дом Кирьянова (был снесён в июле 2011 года)
- д. 112 — Детская травматологическая больница, ранее областная клиническая больница, ранее больница для мастеровых и рабочих
- д. 114 — Дворец культуры «Ивтекс», ранее Дворец культуры и техники текстильщиков им. 30-летия Победы

## Улица в произведениях литературы и искусства
- Проспект упоминается в песне «Проспект Ленина, 21» группы «Дискотека Авария»[5].
- В советский песне «Иваново» имеются такие слова: «От Дворца труда до улицы Степанова я люблю пройтись на склоне дня…» Этот маршрут проходит по проспекту Ленина.

## Галерея

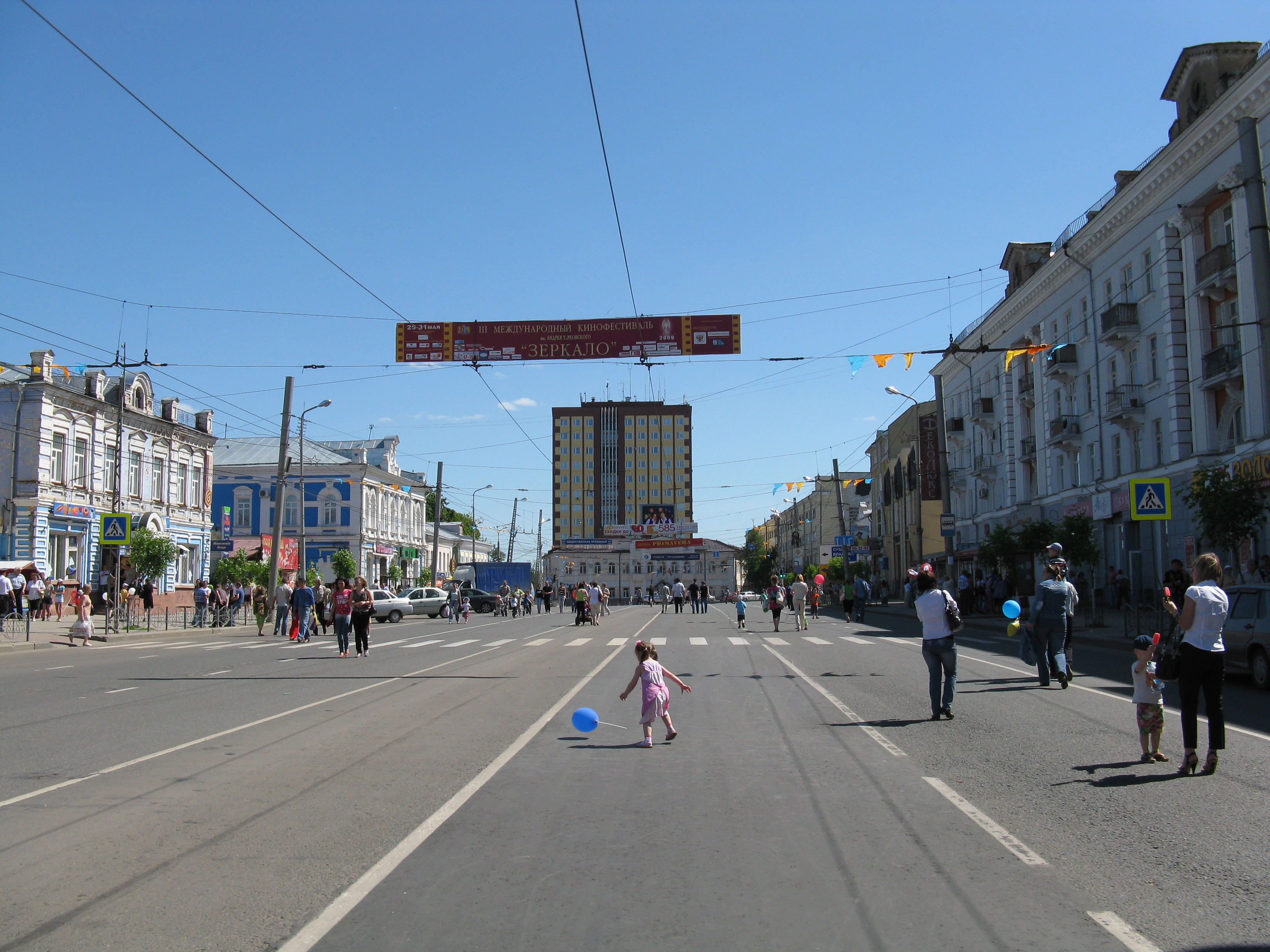
Начало проспекта Ленина во время празднования Дня города в 2009 году
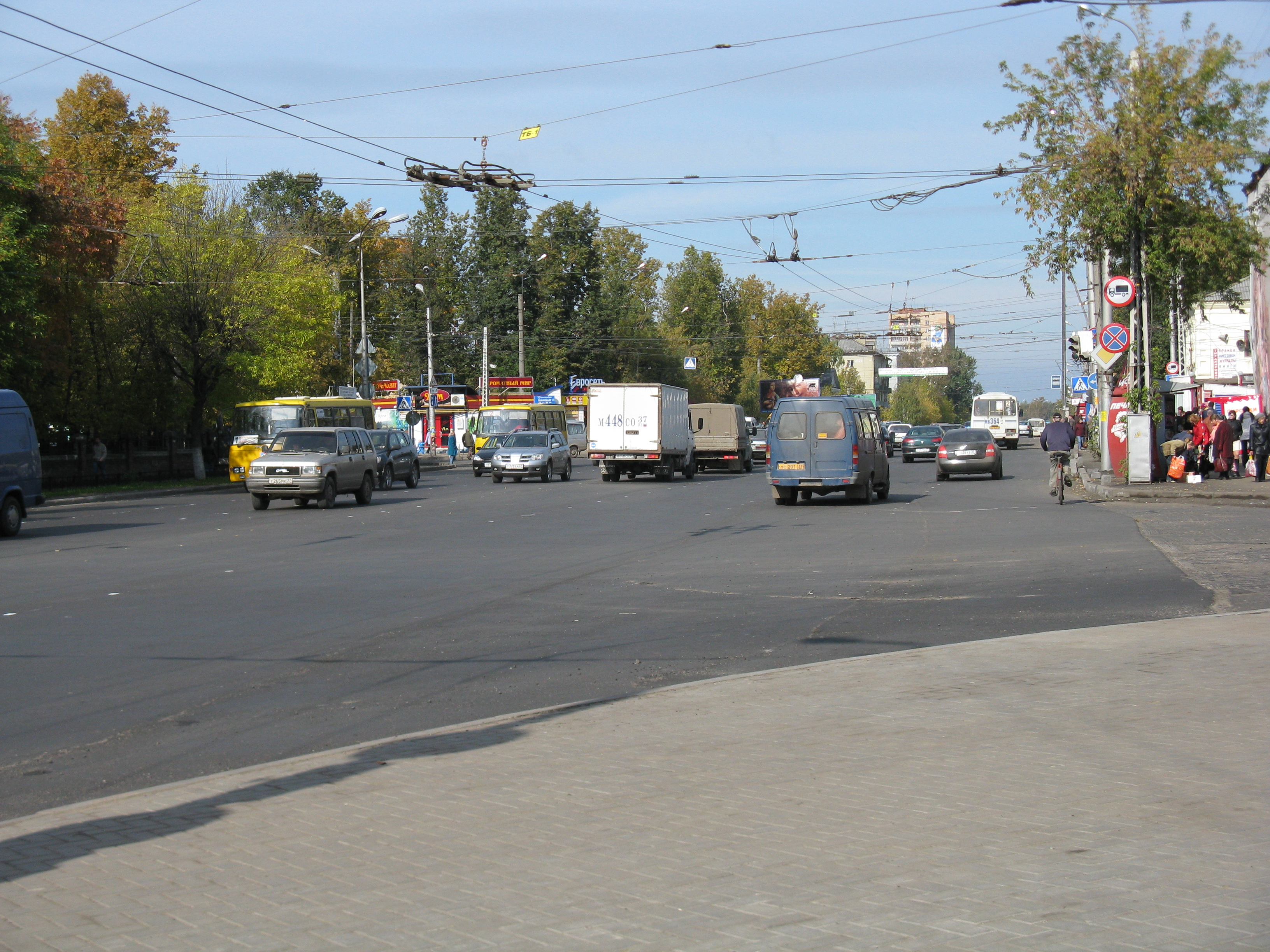
Проспект Ленина в районе пересечения с улицей Карла Маркса
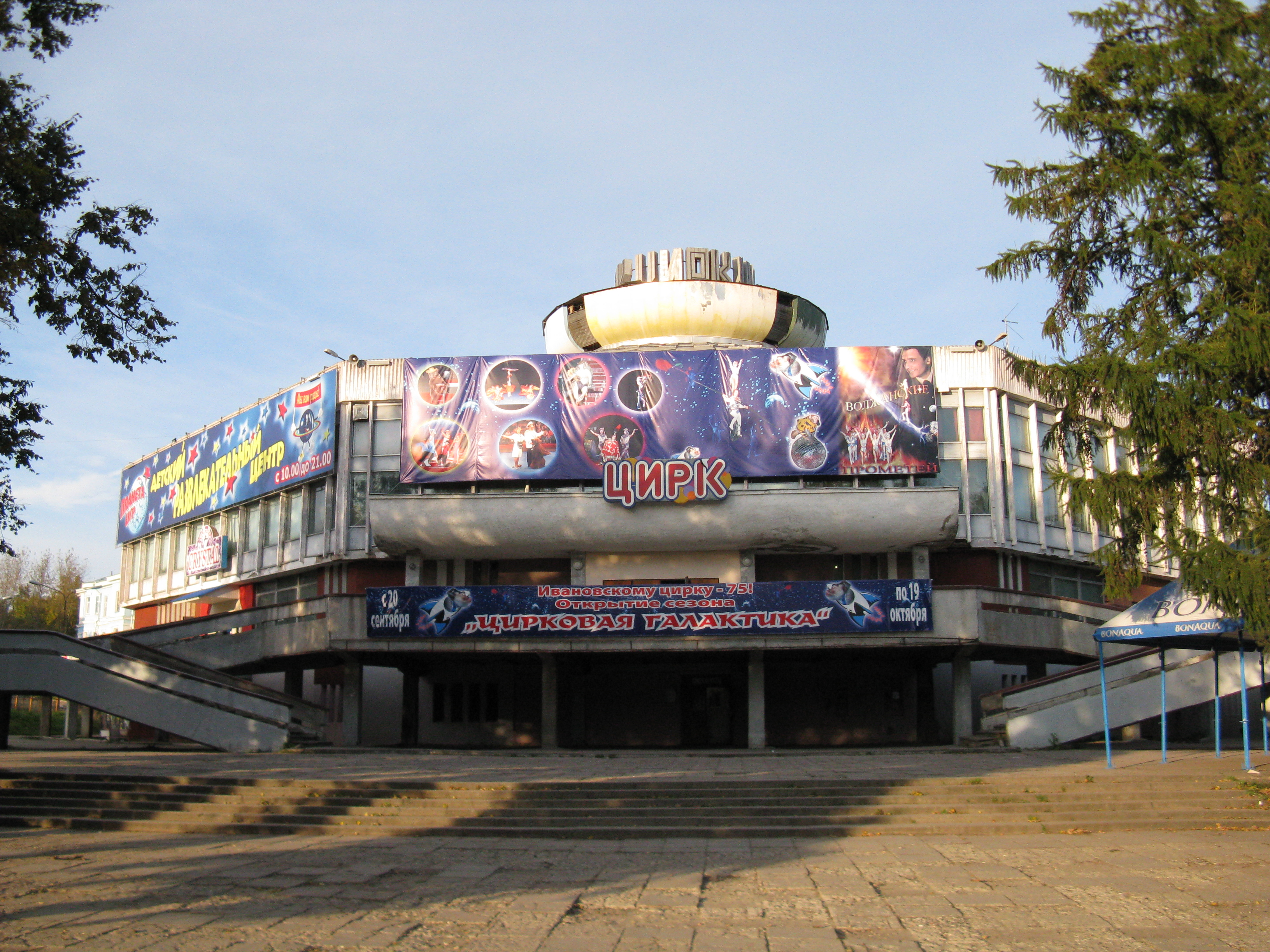
Ивановский государственный цирк им. В. А. Волжанского
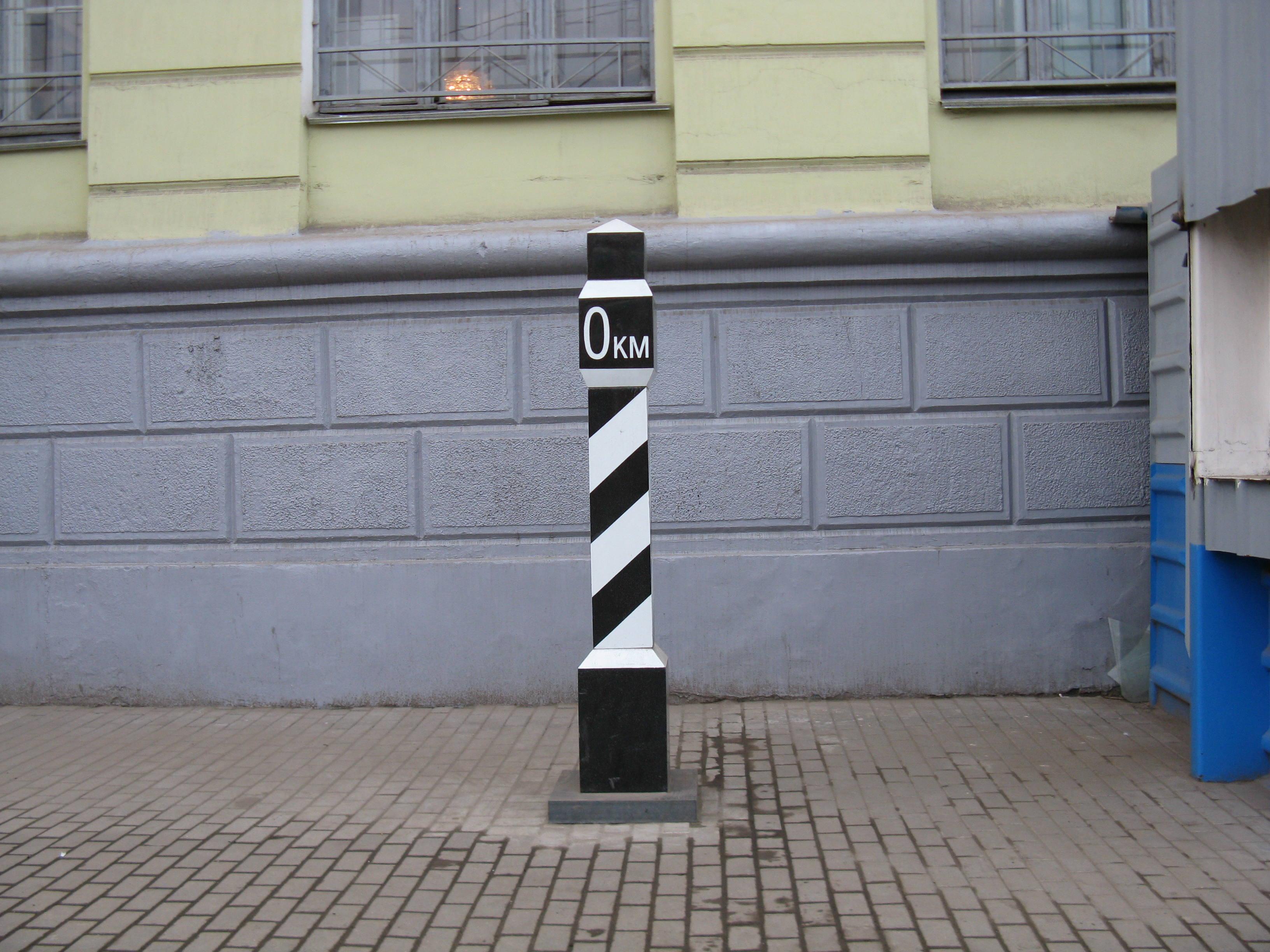
«Нулевой километр» возле Главпочтамта
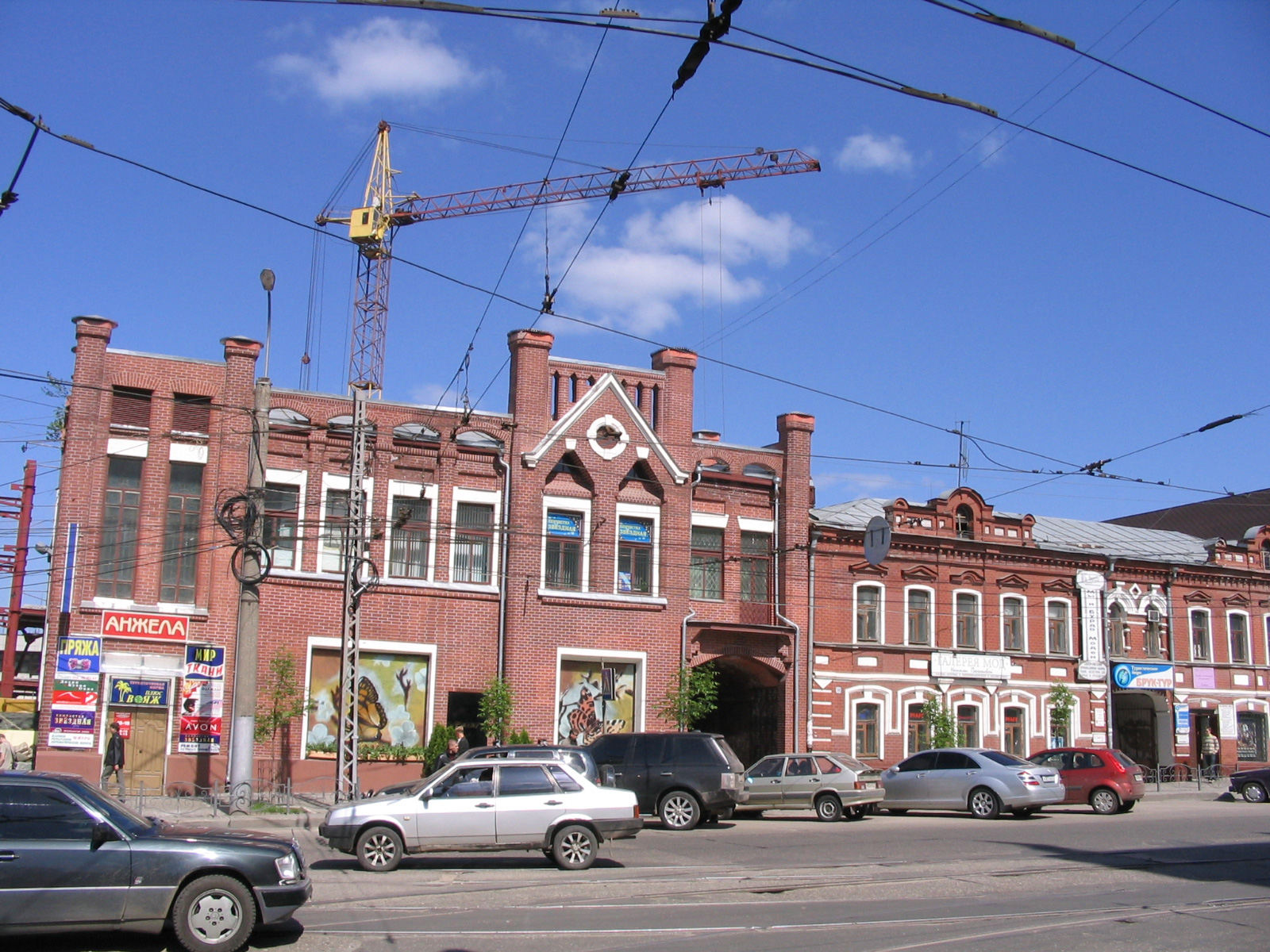
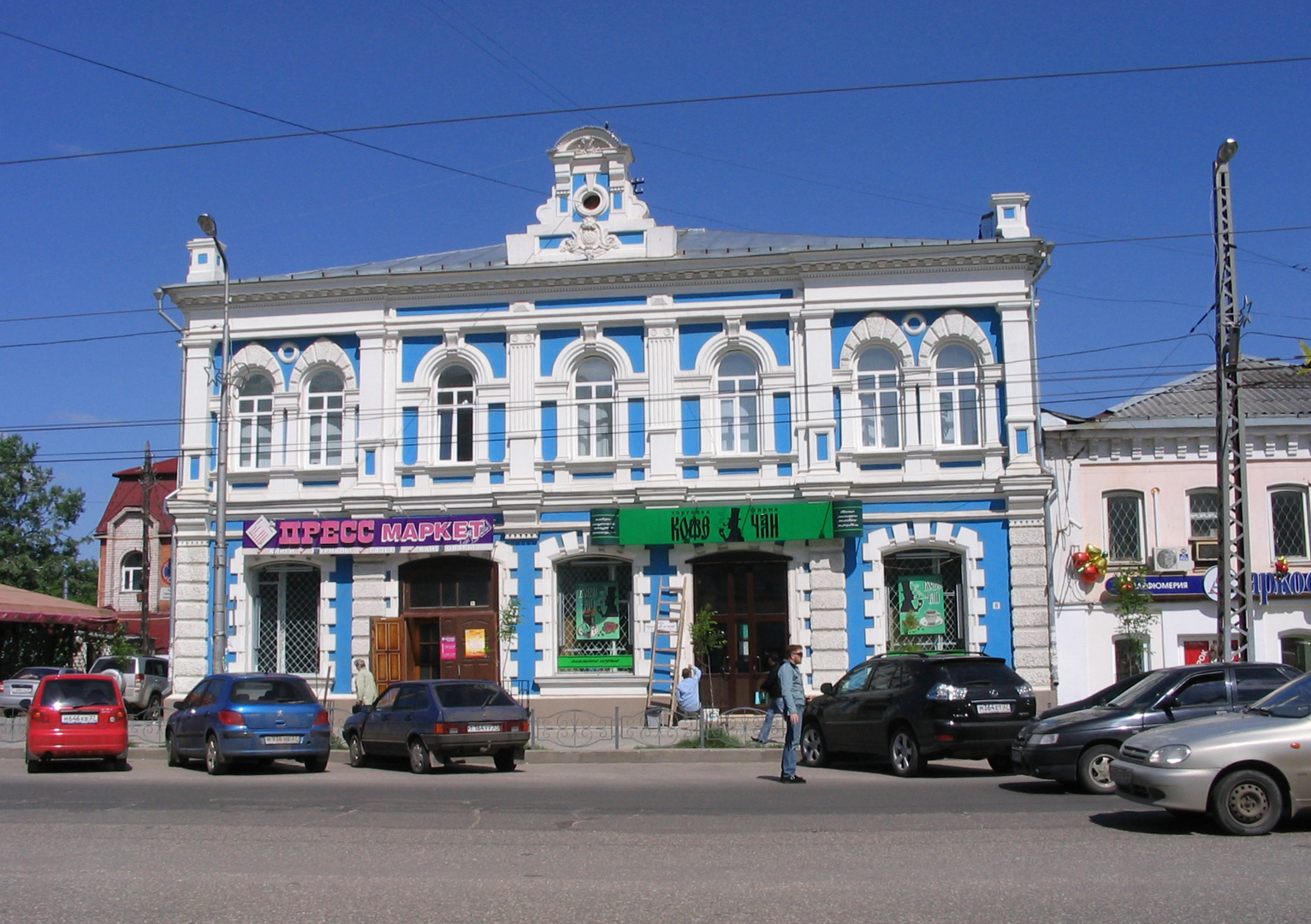
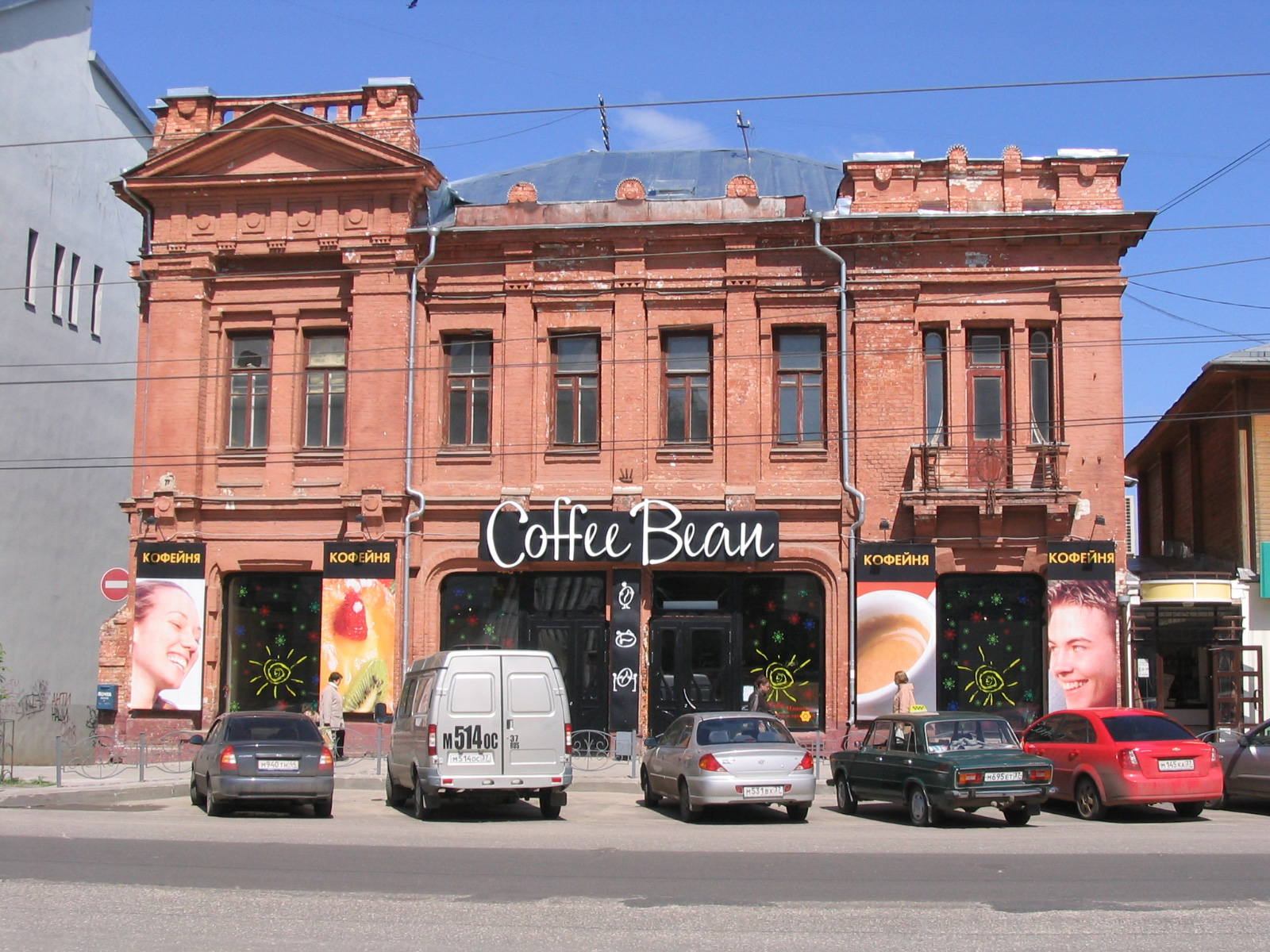
Бывший дом З. Л. Чернова